# Motte Streithausen
Die Motte Streithausen ist eine abgegangene hochmittelalterliche Turmhügelburg (Motte) direkt an der Kleinen Nister am nördlichen Ortsrand von Streithausen im Westerwaldkreis in Rheinland-Pfalz.

## Geschichte
Die Burg war der ältere Sitz der Herren von Nister, die von 1117 bis 1187 nachweisbar sind und in dieser Zeit bereits auf der Burg Nister nahe der heutigen Abtei Marienstatt saßen. Sie besaßen die Herrschaft Nister wohl als Lehen der Thüringer Landgrafen. Scherbenfunde an der Motte Streithausen lassen auf eine Nutzung im 10. oder 11. Jahrhundert schließen.

## Beschreibung
Von der ehemaligen Burganlage sind noch der 4 Meter hohe und im Durchmesser etwa 23 Meter große Turmhügel und der bis zu 2,40 Meter tiefe und 4 bis 5 Meter breite Wassergraben erhalten. Zur Burg gehörte der ehemalige „Streithäuser Hof“, den Johann von Nister 1287 an die Abtei Marienstatt verkaufte.
Die Burgstelle wurde 1905 und 1977 archäologisch untersucht. Die Untersuchungen weisen auf eine Nutzung zwischen dem 10. und 15. Jahrhundert hin. 1905 wurden Reste von Holz- und Lehmbauten gefunden sowie Gefäßscherben, Eisenfragmente und ein Bronzeknopf.